# Magar-Chepang-Sprachen
Die Magar-Chepang-Sprachen bilden eine Untereinheit der Mahakiranti-Sprachen, die zu den tibetobirmanischen Sprachen gehören, einem Primärzweig des Sinotibetischen. Die fünf Magar-Chepang-Sprachen werden von etwa 700.000 Menschen in Zentral-Nepal gesprochen. Die größte Einzelsprache ist das Magar mit 600.000 Sprechern. Das Magar-Chepang gliedert sich in die beiden Unterzweige Magar-Kham und Chepang. Die nähere Verwandtschaft dieser Zweige ist heute allgemein anerkannt. Innerhalb des Mahakiranti ist das Magar-Chepang mit dem Newari-Thangmi und dem Kiranti verwandt.

## Kiranti innerhalb des Sinotibetischen
- Sinotibetisch
  - Tibetobirmanisch
    - Mahakiranti
      - Kiranti
      - Magar-Chepang
      - Newari-Thangmi

## Interne Klassifikation und Sprecherzahlen
- Magar-Chepang
  - Magar-Kham
    - Magar (600 Tsd.)   Dialekte: Ale, Rana, Thapa
    - Kham (50 Tsd.)   Dialekte:
      - Parbate-Gruppe: Nishel, Wale, Thabangi, Lukumel, Takale, Maikoti
      - Gamale-Gruppe: Tamali, Ghusbangi
      - Sheshi-Gruppe: Tapnangi, Jangkoti

    - Raji (3 Tsd.)

  - Chepang
    - Chepang (25 Tsd.)
    - Bhujeli (5 Tsd.)   (möglicherweise ein Dialekt des Kham)

Klassifikation und Sprecherzahlen nach dem angegebenen Weblink.

### Magar-Chepang-Sprachen
- David E. Watters: Kham. In: Graham Thurgood, Randy J. LaPolla: The Sino-Tibetan Languages. Routledge, London 2003.
- Karen Grunow-Harsta: Direction and Differential Case Marking in Magar. In: Anju Saxena (Hrsg.): Himalayan Languages. Mouton de Gruyter, Berlin / New York 2004.

### Tibetobirmanisch
- Christopher I. Beckwith (Hrsg.): Medieval Tibeto-Burman Languages. Brill, Leiden/Boston/Köln 2002.
- Paul K. Benedict: Sino-Tibetan. A Conspectus. Cambridge University Press, 1972.
- Scott DeLancey: Sino-Tibetan Languages. In: Bernard Comrie (Hrsg.): The World's Major Languages. Oxford University Press, 1990.
- Austin Hale: Research on Tibeto-Burman Languages. Mouton, Berlin / New York / Amsterdam 1982.
- James A. Matisoff: Handbook of Proto-Tibeto-Burman. University of California Press, 2003.
- Anju Saxena (Hrsg.): Himalayan Languages. Mouton de Gruyter, Berlin / New York 2004.
- Graham Thurgood, Randy J. LaPolla: The Sino-Tibetan Languages. Routledge, London 2003.
- George Van Driem: Languages of the Himalayas. Brill, Leiden 2001.